# Bactrocera vulgaris
Bactrocera vulgaris är en tvåvingeart som först beskrevs av Drew 1971.  Bactrocera vulgaris ingår i släktet Bactrocera och familjen borrflugor. Inga underarter finns listade.